# Neolaccogrypota brunnea
Neolaccogrypota brunnea är en insektsart som beskrevs av Victor Lallemand 1924. Neolaccogrypota brunnea ingår i släktet Neolaccogrypota och familjen spottstritar. Inga underarter finns listade i Catalogue of Life.